# Jiangshanosaurus

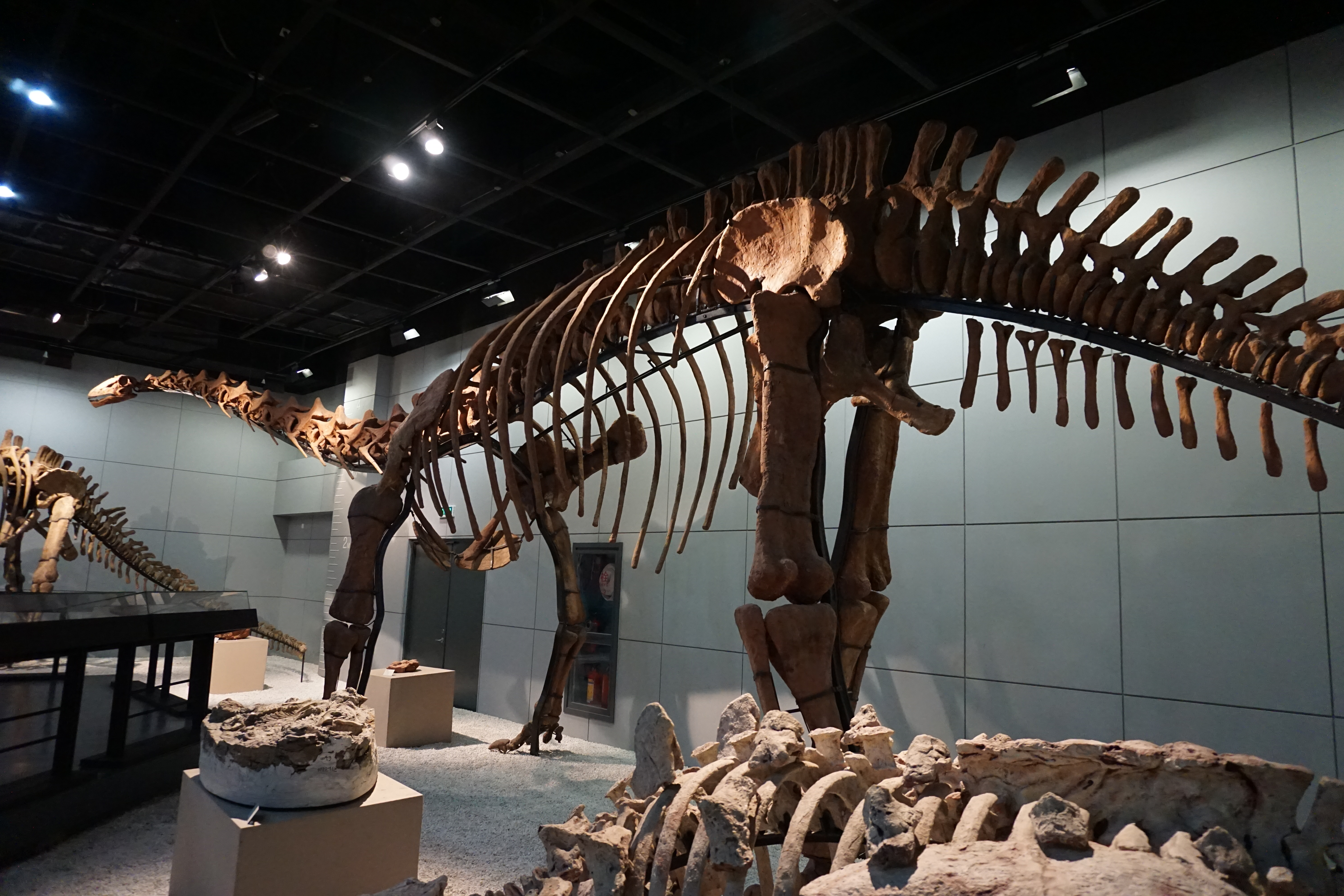
Het opgestelde skelet in het Zhejiang Museum of Natural History is ten dele authentiek

Jiangshanosaurus lixianensis is een plantenetende sauropode dinosauriër behorend tot de Titanosauria, die tijdens het vroege Krijt leefde in het gebied van het huidige China.

## Vondst en naamgeving
De Chinese paleontologen Wei Feng, Wu Weitang en Kang Ximin groeven in de jaren 1977 en 1978 bij Lixina in Jiangshan, in de provincie Zhejiang, het skelet op van een sauropode.
In 2001 werd de typesoort Jiangshanosaurus lixianensis benoemd en beschreven door Tang Feng, Kang, Jin Xingsheng, Wei en Wu. De geslachtsnaam verwijst naar Jinagshan. De soortaanduiding verwijst naar de vindplaats Lixian.
Het holotype, ZNM M1322, is gevonden in een laag van de Jinhuaformatie die dateert uit het Albien en ongeveer 105 miljoen jaar oud is. Het bestaat uit een gedeeltelijk skelet zonder schedel. Bewaard zijn gebleven: de linkerschoudergordel, vijf middelste en achterste ruggenwervels (wellicht de zevende tot en met elfde), drie staartwervels (wellicht de eerste, 13e/14e en 16e/17e), delen van beide schaambeenderen en zitbeenderen, en de schacht van een linkerdijbeen. De fossielen maken deel uit van de collectie van het Zhejiang Museum of Natural History en zijn ten dele verwerkt in een daar opgesteld skelet. Sommige beenderen waren in 2019 nog niet helemaal geprepareerd.
In 2019 werd het skelet opnieuw beschreven door Philip Mannion. Hij meende dat de voorste staartwervel niet de eerste kon zijn wegens chevronfacetten.

## Beschrijving

### Grootte en onderscheidende kenmerken
Jiangshanosaurus werd in grootte en vorm vergeleken met Alamosaurus. Gregory S. Paul schatte in 2016 de lengte op elf meter bij een gewicht van tweeënhalve ton.
De beschrijvers gaven een korte diagnose. De doornuitsteeksels van de ruggenwervels hebben goed ontwikkelde uithollingen en richels; de laatste zijn dun. De ruggenwervels zijn sterk opisthocoel, met een bolvormig voorvlak. Hun onderkant is uitgehold. De ribben zijn duidelijk gepneumatiseerd. Bij het schouderblad heeft de processus acromialis een sterke bovenste verbreding zodat de breedte anderhalfmaal de schachtbreedte bedraagt. Het deel van het schoudergewricht dat gevormd wordt door het schouderblad is naar meer binnen gericht, het deel dat gevormd wordt door het ravenbeksbeen naar buiten. Het deel van het schoudergewricht dat gevormd wordt door het schouderblad beslaat een hoek van 90°. De aanhechting op het ravenbeksbeen voor de Musculus supracoracoideus is groot, plat en ovaal. Het foramen coracoideum doorboort het ravenbeksbeen in het midden, ver van de naad met het schouderblad. De voorste staartwervels zijn sterk procoel en de middelste staartwervels zijn licht procoel. De doornuitsteeksels van de staartwervels bevinden zich op de voorste helft van de wervelboog. De staartwervels hebben geen pleurocoelen.
Deze diagnose is naar huidige maatstaven ontoereikend en vermeldt vele plesiomorfieën in plaats van kenmerken waarin Jianshangosaurus zich zou moeten onderscheiden.
Mannion gaf in 2019 een moderne opsomming van onderscheidende kenmerken. Twee daarvan zijn zuivere autapomorfieën, unieke afgeleide eigenschappen. Bij de overgang tussen de staartbasis en het midden van de staart hebben de wervels richels tussen het doornuitsteeksel en de voorste gewrichtsuitsteeksels waarvan de onderste uiteinden aan de binnenzijden van die uitsteeksels eindigen in plaats van er samen mee te vloeien. Het onderste uiteinde van het zitbeen eindigt in een klein haakvormig uitsteeksel op de bovenste buitenkant.
Daarnaast zijn er vijf kenmerken die uniek zijn ten opzichte van de naaste verwanten. De achterste ruggenwervels hebben geen richels tussen het doornuitsteeksel en de zijuitsteeksels. De voorste staartwervels hebben een holte begrensd door de richel tussen het wervellichaam en het voorste gewrichtsuitsteeksel. Bij het schouderblad en het ravenbeksbeen liggen de bovenranden/voorranden op hetzelfde niveau, zonder V-vormige inkeping ertussen. Het deel van het schoudergewricht dat door het ravenbeksbeen gevormd wordt, draait niet naar boven het schoudergewricht in zijaanzicht ontblotend. Bij het zitbeen wordt de richel voor de aanhechting van de Musculus flexor tibialis internus III begrensd door een groeve.

### Skelet
De ruggenwervels hebben matig diepe ovale pleurocoelen die iets voorwaarts geplaatst zijn. Het voorste gewrichtsfacet heeft een scherpe rand rond de bolling. De facetten van de gewrichtsuitsteeksels staan tamelijk vlak, een basaal kenmerk. Er is geen hyposfeen-hypantrum-complex van secundaire gewrichtsuitsteeksels. De doornuitsteeksels staan vrijwel verticaal en zijn voor zover waarneembaar niet gevorkt. De voorkant van het doornuitsteeksel heeft een verticale middenrichel en op de hoeken aparte richels naar de voorste gewrichtsuitsteeksels; bij titanosauriërs vloeien die typisch met de middenrichel samen. Het ontbreken van een richel op de zijkant van het uitsteeksel is uniek voor de hele Eusauropoda. Nabij de top van het doornuitsteeksel staan kleine vleugelvormige uitsteekseltjes.
De voorste staartwervel werd in 2001 als "procoel" beschreven maar hoewel dat in letterlijke zin klopte omdat de wervel vooraan hol is, komt het niet overeen met de normale betekenis van de term die duidt op een combinatie van een holle voorkant met een bolle achterkant. Die achterkant is hier ook hol en dus is de wervel in feite amficoel. Dat werkte zeer verwarrend: echt procoele staartwervels zijn typisch voor de Titanosauria. De wervel is opvallend kort, slecht 41% zo lang als breed wat alleen overtroffen wordt door de verwant Tangvayosaurus. Het zijuitsteeksel geeft richels op de onderzijde, net als Phuwiangosaurus en Tastavinsaurus. De driehoekige holte op de voorkant van de wervelboog komt ook voor bij Saltasaurus maar daar is Jiangshanosaurus volgens Mannion niet nauw aan verwant zodat dit kenmerk door hem gegeven werd als een "lokale" autapomorfie. De meer achterste staartwervels zijn langwerpiger. Hun voorste gewrichtsfacet is onderaan hol maar over het bovenste derde deel licht bol. Het doornuitsteeksel is voorwaarts geplaatst. De richels op de voorste hoeken van het doornuitsteeksel raken niet alleen de voorste gewrichtsuitsteeksels niet maar houden naar boven toe halverwege op.
De afmetingen van het ravenbeksbeen bedragen drieëndertig bij zesenveertig centimeter, van het schouderblad zevenentachtig bij zesenveertig centimeter. Dat zijn de bewaarde formaten: Mannion schatte in 2019 de oorspronkelijke lengte van het schouderblad op 1377 millimeter. Dat ravenbeksbeen en schouderblad vooraan continu doorlopen is typisch titanosaurisch en dus volgens Mannion een lokale autapomorfie. Aan de achterrand van het schouderblad maar er niet mee samenvallend loopt een opvallende richel. De processus acromialis is laag. De dwarsdoorsnede van het blad is D-vormig, een basaal eusauropode kenmerk dat afwijkt van de rechthoekige doorsnede bij sommige meer afgeleide Somphospondyli. Het ravenbeksbeen is zwaar beschadigd en sterk gerestaureerd. Het niet naar boven krommen is weer typisch totanosaurisch en dus een lokale autapomorfie als Jiangshanosaurus geen titanosauriër is.
Het schaambeen heeft geen "voet". Er bevindt zich een lage bult op de buitenste zijkant, op een derde van de onderste schachtlengte. Ook de schaambeenderen zijn sterk gerestaureerd. Het zitbeen heeft een hoge lengterichel. Behalve het haakvormige uitsteeksel heeft het zitbeen geen voet. Het uiteinde is ruw en zeker vijfmaal overdwars breder dan hoog.
Van het dijbeen is alleen een stuk schacht over, De minimumomtrek van de dijbeenschacht is vijfenzestig centimeter. Op de voorzijde ontbreekt de linea intermuscularis cranialis die de grenzen tussen de spiergoepen had kunnen aangeven; de afwijzigheid is een basaal kenmerk.

## Fylogenie
Jiangshanosaurus werd in 2001 in de Titanosauridae geplaatst. In 2002 vond Jeffrey Wilson de soort in de Somphospondyli. In 2004 bepaalde Paul Upchurch een positie in de Lithostrotia. In 2009 kwamen Upchurch en Wilson samen uit op een meer algemene Titanosauria. In 2012 vond Michael D'emic een positie in de Saltasauridae.
Mannion vond de soort in 2019 basaal in de Somphospondyli, buiten de Titanosauria. Een sterk afgeleide positie kon alleen verkregen worden door titanosaurische kenmerken een extreem gewicht toe te kennen, met een factor negen.